# Going Nuts
Pour plus de détails, voir Fiche technique et Distribution.
Going Nuts est un film d'animation espagnol de 2006.

## Fiche technique
- Titre original : Gritos en el pasillo
- Réalisation : Juanjo Ramírez
- Musique : Andrés De La Torre et Javier López Vila
- Producteurs : Alberto López Garrido et Manuel Cristóbal

## Synopsis
Un prestigieux illustrateur de contes enfantins est employé par le directeur d'un asile d'aliénés. Là sa mission sera de décorer les murs avec ses dessins, pour améliorer l'atmosphère du lieu. C'est un travail facile, mais les choses se compliquent quand le dessinateur découvre un couloir sombre à travers lequel on entend des cris terrifiants.

## Personnages

### Le dessinateur
Prestigieux illustrateur de contes enfantins. Réprimé depuis l'enfance la plus précoce, puisqu'il a été élevé chez une famille qui considérait les artistes comme des gens inutiles et méprisables. Cela transforme notre héros en un type influençable et qui n'est pas sûr de lui, habitué à ne pas faire face aux problèmes. 

### L'infirmier chef
C'est le bras droit du directeur de l’asile. Sinistre, énigmatique, aussi instable comme les malades mentaux (retombés en enfance) qu'il surveille. 

### Marita
La malade mentale la plus particulière de l’asile. Elle se comporte comme une petite fille, en essayant de fuir des terreurs qui la tourmentent. "Elle est unique en son genre pour trouver des façons de se faire du mal". Elle rit comme les anges. Elle pleure comme les âmes en peine. Elle est adorable. Elle est irritable. 

### Le directeur de l'asile d'aliénés
C'est probablement la plus vieille cacahuète du centre pour malades mentaux retombés en enfance. C'est le visage aimable de ce lieu sinistre. Il dirige les siens avec aplomb et bonté. 

### Herr Doctor
Où un docteur nazi se réfugie-t-il un quand son pays perd la guerre ? Dans cet asile de fous naturellement! Il impose la discipline et la santé mentale avec les procédés les plus extrêmes. 